# Rhombophryne longicrus
Rhombophryne longicrus é uma espécie de anfíbio anuros da família Microhylidae. Está presente em Madagáscar. A UICN classificou-a como em perigo de extinção.